# Exploding Kittens
Exploding Kittens (gatinhos explosivos) é um jogo de cartas desenvolvido por Elan Lee, Shane Small e Matthew Inman do site de quadrinhos "The Oatmeal". Originalmente proposto como um projeto do Kickstarter em busca de US$10.000 em crowdfunding (vaquinha), excedeu a meta em oito minutos e em 27 de janeiro de 2015, sete dias após a abertura, passou de 106.000 apoiadores definindo o recorde de maior número de apoiadores na história do Kickstarter . No final da campanha, em 19 de fevereiro de 2015, tinha arrecadado US$8.782.571 de 219.382 apoiadores. A campanha terminou como a quarta mais bem financiada no site de crowdfunding. O primeiro jogo teste de Exploding Kittens foi gravado no YouTube por Smosh, que teve o primeiro baralho. Os apoiadores começaram a receber a entrega no final de julho de 2015; todos os apoiadores receberam o jogo até setembro de 2015.

## Exploding Kittens no Brasil
Foi lançado sua primeira versão, o Exploding Kittens Original em meados de 2019 pela editora Galapagos jogos. Também foi lançado no Brasil a versão Proibidão (Arte diferenciada para maioria de 18 anos), Para galera (versão para 10 jogadores e contem 4 cartas diferentes a mais), Exploding Minion (versão mais infantil com os Minions), Bem vs Mal (versão com parceria que da nome a serie animada da Netflix) e três expansões Imploding, Streaking e Barking Kittens. Todos os jogos são misturáveis entre si, pois são compatíveis exceto o Exploding Minion que possui um fundo de carta tematizado diferente. As verões em inglês possui um fundo de carta vermelha diferente da versão nao-inglês.  

## Jogabilidade
De acordo com o site, o jogo é "essencialmente uma roleta russa; você compra cartas até comprar um gatinho explosivo, e aí você explode e perde". Um jogador pode jogar quantas cartas quiser durante a sua vez, mas deve terminar sua jogada comprando uma carta.
Os tipos de cartas são os seguintes:
- Exploding Kitten: "gatinho explosivo", uma jogadora perde quando compra essa carta, ao menos que tenha uma carta "Desarme", nesse caso a "Desarme" é descartada e a jogadora recoloca (ou como falado "enterra") o gatinho no baralho na posição que quiser.
- Desarme: permite que o jogador desarme o gatinho explosivo e continue jogando depois de compra-lo. Depois deve-se "enterrar" (colocar a carta de "Exploding Kitten" de volta ao monte de compra) sem ver ou embaralha o monte de compra.
- Pulo: o jogador termina sua jogada sem comprar uma carta.
- Ataque: o jogador termina sua jogada sem comprar uma carta, e o jogador seguinte deve jogar duas vezes. Caso jogo em cima ele acumula e faz o jogador seguinte jogar quatro vezes.
- Veja o Futuro: o jogador vê as três primeiras cartas no baralho, sem alterar a ordem das mesmas ao recolocá-las de volta na pilha.
- Embaralhe: o jogador reembaralha as cartas sem ver.
- Presente: outro jogador deve dar uma carta de sua mão e escolha à jogadora. Se chama "Favor" no aplicativo.
- Não!: impede a ação de outro jogador. Caso venha ser jogada em cima de outro Não! vira um Sim, alterando o Não jogado. Não pode ser usada em "Exploding Kitten" ou "Desarme".
- Cartas de Gatos: cartas de gatos sem instruções podem ser usadas em grupos/combos para permitir ações especiais. Duas cartas iguais se rouba uma carta do adversário, três iguais você manda o adversário te da uma carta especifica ou cinco cartas diferentes no qual você pega uma carta do monte de descarte a sua escolha. No baralho do jogo original (caixa vermelha) contém várias cartas de cada gato diferentes entre elas: Batatinha peluda, Melancigato, Barbagato, Tacogato e Gato Arco-iris, porem em cada jogo base vem gatos diferentes como Gato Zombie (versão proibidão), Eletrogato (versão Zombie Kittens) ou Pogató (versão Bem Vs Mal).

## Expansões
As expansões foram lançadas com intuito de aumentar a possibilidade de cartas dando mais jogabilidade ao jogo além de possuir acessórios.

### Imploding Kittens
O baralho de expansão intitulado Imploding Kittens (gatinhos implodidos) foi lançado em 2016 e contém 20 cartas. A expansão possui também uma acessório chamado "Cone da Vergonha" usado caso um dos jogares esqueça a ordem do jogo, similar a um colar elizabetano. Ele contém as seguintes cartas:
- Imploding Kitten: "gatinho implodido", a primeira vez que esta carta é comprada, ela é colocada de volta no baralho de face para cima. A próxima vez que ela for comprada, o jogador que a comprou perde. Não se pode usar "Desarme" nesta carta.
- Inverter: o jogador termina seu turno sem comprar uma carta e inverte a ordem de jogar.
- Ataque Direcionado: o jogador termina sua(s) jogada(s) sem comprar uma carta e escolhe um adversário para jogar duas vezes. É acumulativa com outras cartas de Ataque ou Ataque Direcionado.
- Altere o Futuro: o jogador vê e reorganiza as três primeiras cartas do baralho.
- Compre do fundão: o jogador compra uma carta do final do baralho, em vez do topo.
- Gato Selvagem:  funciona como qualquer variedade de carta de Gato (cartas sem instruções).

### Streaking Kittens
O baralho de expansão intitulado Streaking Kittens (gatinhos "chispados") foi lançado em 2018 e contém 15 cartas. Ele contém as seguintes cartas:
- Streaking Kitten: Enquanto essa carta estiver na sua mão você pode reter um Exploding Kittens sem explodir.
- Veja o Futuro 5X: o jogador vê as CINCO primeiras cartas no baralho, sem alterar a ordem das mesmas ao recolocá-las de volta na pilha.
- Altere o Futuro 5X: o jogador vê e reorganiza as CINCO primeiras cartas do baralho.
- Super Pulo: Termine todos os seus turnos sem comprar carta. Bom pra jogar contra o "Ataque"
- Troca-Troca: Troque a carta do fundo da pilha pela do topo. Você ainda tem que comprar.
- Coleta de Lixo: Todos os jogadores, incluindo você, devem descartar um carta no monte de comprar e embaralha.
- Marcação: Escolha uma carta de um oponente e ela deve ser virada para todos os outros jogadores verem até se descartada, roubada ou dada de presente.
- Bomba Gatômica: Remova todos os Exploding Kittens do jogo, embaralhe o monte de compra e coloque todos os Exploding Kittens no topo. Termine seu turno.
- Maldição do traseiro felino: Escolha um jogador, ele deve embaralha as cartas em sua mão e ele deve jogar com as cartas viradas sem vê-las até comprar uma carta.

### Barking Kittens
O baralho de expansão intitulado Barking Kittens (gatinhos latidores) foi lançado em 2020 e contém 20 cartas. A expansão possui também uma acessório chamado "Coroa da Torre do Poder" que interage com a carta de mesmo nome. Ele contém as seguintes cartas:
- Barking Kitten: Coloque na sua frente, se alguém tiver ela explode, se ninguém tiver você fica marcado, porem se alguém jogar você explode. Caso tenha os dois você escolhe um pessoa para explodir.
- Altere o Futuro 3X Agora: o jogador vê e reorganiza as três primeiras cartas do baralho. Ela pode ser jogada a qualquer momento, não importa de quem seja o turno.
- Compartilhe o Futuro: o jogador vê e reorganiza as três primeiras cartas do baralho e depois compartilha com a pessoa seguinte no jogo. Ela pode ser jogada a qualquer momento, não importa de quem seja o turno.
- Super Pulo: Termine todos os seus turnos sem comprar carta. Bom pra jogar contra o "Ataque"
- Enterre: Jogue a carta e encerre seu turno comprando a carta do topo, olhando e colocando de volta no monte de compras. Não pode ser usado caso esteja com o Eu fico com Isso.
- Eu fico com Isso: Jogue a carta virada pra cima em frente ao oponente, na vez dele ele deve comprar a carta, olhar em sigilo e entregar a você.
- Ataque pessoal: o próprio jogador que jogou têm três turnos seguidos. É acumulativa com outras cartas de Ataque ou Ataque Direcionado.
- Piquenique: Começando por você que jogou a carta, no sentido do jogo, cada jogador deve colocar um carta no monte de compra.
- Torre do Poder: O jogador coloca as seis cartas separadas no inicio do jogo e junto com "coroa do poder" na cabeça. Em caso de roubo ou presente, por exemplo, deve-se pegar das do estoque.

## Detalhes do Kickstarter
"Exploding Kittens" tornou-se a quarta maior campanha no Kickstarter de todos os tempos, arrecadando aproximadamente $8,8 milhões de dólares no site de crowdfunding. Só em seu primeiro dia, "Exploding Kittens" recebeu quase $1,3 milhões de dólares e subiu para cerca de 35 mil apoiadores. No terceiro dia, o projeto tinha mais de 80 mil apoiadores, arrecadando mais de $3 milhões.
Os criadores do jogo estavam inicialmente tentando levantar apenas US$10.000, mas acabaram conseguindo 219.382 apoiadores no site de crowdfunding.

### Conquistas
Em 3 de fevereiro de 2015, conquistas foram anunciadas ao invés de esticar metas, pois os designers do jogo não queriam atrasar a produção ou distribuição do jogo para os apoiadores. Em 16 de fevereiro de 2015, 30 conquistas foram desbloqueadas e o segundo objetivo estendido (Desbloquear 20 Conquistas) e o terceiro objetivo estendido (Desbloquear 30 Conquistas) foram concluídos. Com a primeira meta estendida realizada, a empresa expandiu o baralho NSFW ("not safe for work", ou "não seguro para o trabalho") completo. O segundo objetivo estendido deu uma caixa aprimorada que comporta dois baralhos para todos os apoiadores da campanha, e o terceiro e último objetivo estendido incluiu uma  surpresa na caixa exclusiva para o Kickstarter.
| Nível                                                         | Completo | Data                    |
| ------------------------------------------------------------- | -------- | ----------------------- |
| 100% financiado                                               | Sim      | 4 de fevereiro de 2015  |
| 1000% financiado                                              | Sim      | 4 de fevereiro de 2015  |
| 10.000% financiado                                            | Sim      | 4 de fevereiro de 2015  |
| 100.000% financiado                                           | Não      | ...                     |
| Criar uma página na Wikipédia sobre Exploding Kittens         | Sim      | 4 de fevereiro de 2015  |
| 1.000 apoiadores                                              | Sim      | 4 de fevereiro de 2015  |
| 10.000 apoiadores                                             | Sim      | 4 de fevereiro de 2015  |
| 100.000 apoiadores                                            | Sim      | 4 de fevereiro de 2015  |
| 150.000 apoiadores                                            | Sim      | 11 de fevereiro de 2015 |
| Jogo de cartas mais apoiado de todos os tempos                | Sim      | 4 de fevereiro de 2015  |
| Jogo mais apoiado de todos os tempos                          | Sim      | 4 de fevereiro de 2015  |
| Campanha mais apoiada de todos os tempos                      | Sim      | 4 de fevereiro de 2015  |
| Postar 25 fotos de "tacocats" reais                           | Sim      | 9 de fevereiro de 2015  |
| Postar 25 fotos de "enchiladas mágicas"                       | Sim      | 10 de fevereiro de 2015 |
| 100 seguidores no Twitter                                     | Sim      | 4 de fevereiro de 2015  |
| 1.000 seguidores no Twitter                                   | Sim      | 4 de fevereiro de 2015  |
| 10.,000 seguidores no Twitter                                 | Sim      | 4 de fevereiro de 2015  |
| 50.000 seguidores no Twitter                                  | Sim      | 7 de fevereiro de 2015  |
| 100.000 seguidores no Twitter                                 | Sim      | 25 de fevereiro de 2016 |
| Postar 5 fotos de "Weaponized Back Hair"                      | Sim      | 9 de fevereiro de 2015  |
| 100 curtidas no Facebook                                      | Sim      | 4 de fevereiro de 2015  |
| 1.,000 curtidas no Facebook                                   | Sim      | 4 de fevereiro de 2015  |
| 10.000 curtidas no Facebook                                   | Sim      | 4 de fevereiro de 2015  |
| 100.000 curtidas no Facebook                                  | Sim      | 17 de fevereiro de 2015 |
| Postar 25 selfies com cabras                                  | Sim      | 9 de fevereiro de 2015  |
| Postar 25 fotos de um "Beardcat"                              | Sim      | 6 de fevereiro de 2015  |
| Postar 25 fotos de um "Potatocat"                             | Sim      | 6 de fevereiro de 2015  |
| Postar uma foto de 10 pessoas vestindo orelhas de gato        | Sim      | 6 de fevereiro de 2015  |
| Postar uma foto de 50 pessoas vestindo orelhas de gato        | Sim      | 10 de fevereiro de 2015 |
| Postar uma foto de 100 pessoas vestindo orelhas de gato       | Sim      | 16 de fevereiro de 2015 |
| Postar 5 vídeos no Youtube de músicas sobre Exploding Kittens | Sim      | 11 de fevereiro de 2015 |
| Postar uma foto de dez Batmans em uma banheira                | Sim      | 9 de fevereiro de 2015  |
| Postar uma foto de 5 Spidermans em um kayak                   | Sim      | 9 de fevereiro de 2015  |

## Status

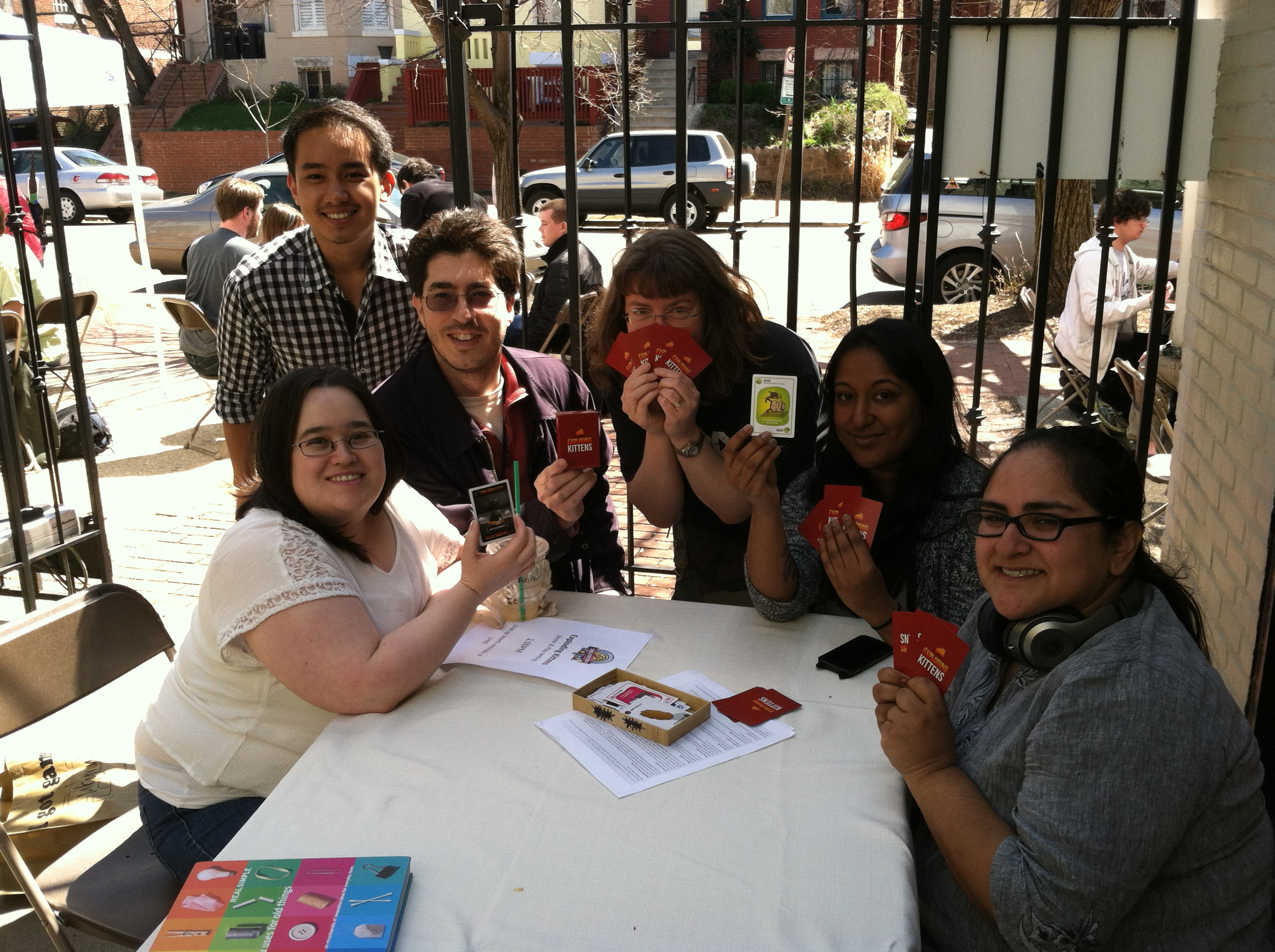
Em 11 de abril de 2015, o Elite Team Kitten testou o novo jogo durante o International Tabletop Day.

Exploding Kittens começou a ser enviado para os apoiadores do Kickstarter no final de julho de 2015.

## Versão para celular
Em janeiro de 2016, uma versão multiplayer do jogo foi lançada na plataforma iOS com novo conteúdo não encontrado no jogo original. Em abril de 2016, a versão mobile também foi lançada para a plataforma Android e permitiu jogos multiplataforma entre todas as versões de dispositivos móveis.
As cartas exclusivas para celular são:
- Slap: Basecamente é a carta "Ataque Direcionado". A carta "patada" o jogador termina sua vez e faz com que outro jogador tome as vezes que a restam, mais uma. No segundo pacote de expansão, você também pode dar um tapa em si mesma (Ataque Pessoal).
- Inverter: inverte a ordem do jogo e o jogador não precisa comprar.
- Compre do Fundão: o jogador compra da parte inferior do baralho e imediatamente termina a sua vez.
- Irritar (pacote de expansão): "Gatorreia", faz com que o jogador não possa jogar duas cartas escolhidas aleatoriamente da sua mão até que compre uma carta.
- Embaralhada Fingida (pacote de expansão 2): "embaralhar falso", finge embaralhar o baralho, visualmente, mostrando ele a todos os outros jogadores no jogo. Apesar dos outros jogadores verem a carta como um "embaralhar" normal, você a vê como um "embaralhar falso". Quando jogar esta carta, você compra uma carta aleatória.
- Altere o Futuro (pacote de expansão 2): "alterar o futuro", você pode ver e alterar o futuro, ou seja, você pode alterar a ordem das cartas e, potencialmente, evitar a explosão.
- Blind (pacote de expansão): "cego", transforma todas as cartas do jogador em gatos até que compre uma carta.
- Kitten Role Call (pacote de expansão 2): "chamada dos gatinhos", traz todos os gatinhos explosivos para o topo do baralho.

As cartas 'Ataque' e 'Não!' do jogo original físico não foram lançadas nas versões móveis iOS e Android. Será lançado o Exploding Kittens 2, outro APP pago, continuação do jogo.
Foi lançada uma versão chamada Exploding Kittens para a Netflix, em 2024 ela foi atualizada para tematizar o jogo Exploding Kittens: Bem vs Mal. 